# Parco naturale della Val Troncea
Il parco naturale della val Troncea è un'area naturale protetta che si trova nella val Troncea che è una valle secondaria della Val Chisone in Piemonte a 80 km da Torino. Si trova interamente nel territorio del comune di Pragelato.
L'escursione altimetrica è compresa tra i 1.670 m s.l.m. di Laval e i 3.280 m s.l.m. L'altezza massima è raggiunta dalla Punta Rognosa di Sestriere che è anche la vetta più elevata di tutta la Val Chisone. Il parco copre una superficie di 3.280 ettari.
Lo scopo del parco è quello di salvaguardare la ricca flora e fauna presente. Inoltre l'ente parco intende valorizzare le tradizioni tipiche della valle.

## Storia
Il parco è stato istituito nel maggio del 1980 dalla regione Piemonte.
La sede e il centro visite del Parco Naturale della Val Troncea si trova a frazione Ruà, capoluogo del comune di Pragelato. Nel parco è vietato accendere fuochi al di fuori delle numerose aree attrezzate di fondovalle e i cani, ad eccezione della riserva integrale del monte Banchetta e del vallone del Beth, possono essere condotti ma solo e sempre al guinzaglio per non arrecare disturbo e stress alla fauna protetta.

## Territorio
La valle si trova in una diramazione laterale della Val Chisone e ha una caratteristica forma a foglia.
Nella valle nasce il torrente Chisone che dà il nome alla valle omonima.

## Escursionismo
Nella valle si trovano percorsi escursionistici di diverso livello e difficoltà. La valle è piuttosto lunga e con pendenze tutto sommato dolci su piste forestali sterrate in ottime condizioni perciò risulta particolarmente adatta per i trekking di più giorni e per le escursioni in mountain bike e anche a cavallo.
Tra i sentieri più facili vi sono quelli che collegano le varie borgate l'una con l'altra o con il fondo valle.
Tra le mete più impegnative ma comunque sempre escursionistiche vi sono invece i monti e colli che circondano la valle: Monte Barifreddo e Appenna, Monte Banchetta, monte Morefreddo, Colle dell'Arcano e monte Ruetas, Colle del Beth (con le miniere di calcopirite abbandonate da cui si estraeva il rame), Punta del Beth e Ghinivert.
In inverno il lungo fondovalle è battuto dai mezzi meccanici ed è percorribile con gli sci di fondo.

### Punti di interesse

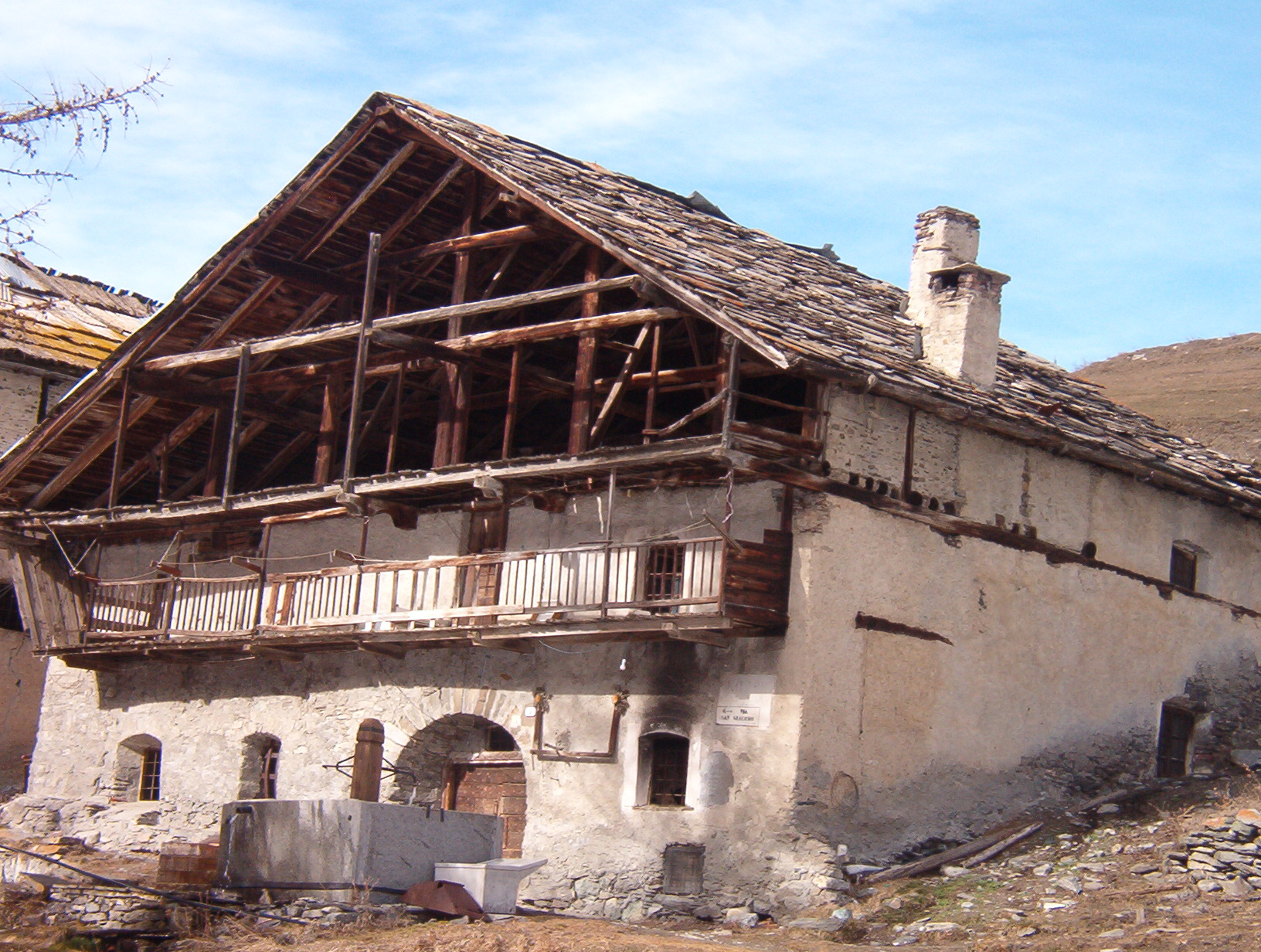
Casa tipica a Laval.

All'interno del parco sono presenti antiche borgate che conservano il fascino di una cultura contadina:
- Laval - 1.667 m
- Seytes - 1.919 m
- Troncea - 1.915 m
- Jussaud - 1.786 m
- Alpe Mei

L'alpe Mei è un alpeggio abitato solamente nel periodo estivo e collocato al fondo della valle a 2.045 m di quota. È raggiungibile in circa due ore di cammino dall'inizio della valle ed è possibile acquistare prodotti tipici caseari.

### Bivacchi e rifugi
Per favorire l'escursionismo all'interno del parco sono presenti due rifugi e due bivacchi:
- Bivacco Col del Clapis - 2.756 m
- Bivacco Col del Beth - 2.785 m
- Rifugio Troncea, situato nella borgata di Troncea a 1.915 m[3]
- Rifugio escursionistico Mulino di Laval, situato a 1.670 m all'imbocco della valle

## Trasporti
L'autolinea Sapav Torino-Sestriere collega l'intera Val Chisone ed effettua una fermata nella borgata di Traverse, punto di accesso alla valle.
Durante l'anno è possibile percorrere con l'auto un breve tratto della sterrata a fondovalle, mentre nel mese di agosto la strada viene completamente chiusa a partire dalla borgata di Laval. Per i turisti viene organizzato un servizio a pagamento con autobus-navetta, che collega il comune di Pragelato con la frazione Troncea e l'Alpe del Mei.

## Fauna
La fauna presente all'interno del parco è tipicamente alpina e comprende camoscio, stambecco, capriolo, marmotta.
Il lupo, a lungo assente dalla valle, è tornato spontaneamente negli anni '80, contribuendo in modo sostanziale all'equilibrio della fauna in quanto l'attività di caccia garantisce la selezione degli ungulati (prevenendo il diffondersi di malattie) anche se crea al contempo rilevanti e irrisolti problemi per la pastorizia.
Per quanto riguarda gli uccelli, nei boschi di larice è facilmente udibile il verso della nocciolaia, una specie di corvide brunastro. A quote più elevate risulta molto facile osservare il culbianco, presente nella fascia dei prati, e il sordone, sulle rocce a quasi 3.000 m di altitudine.

## Flora

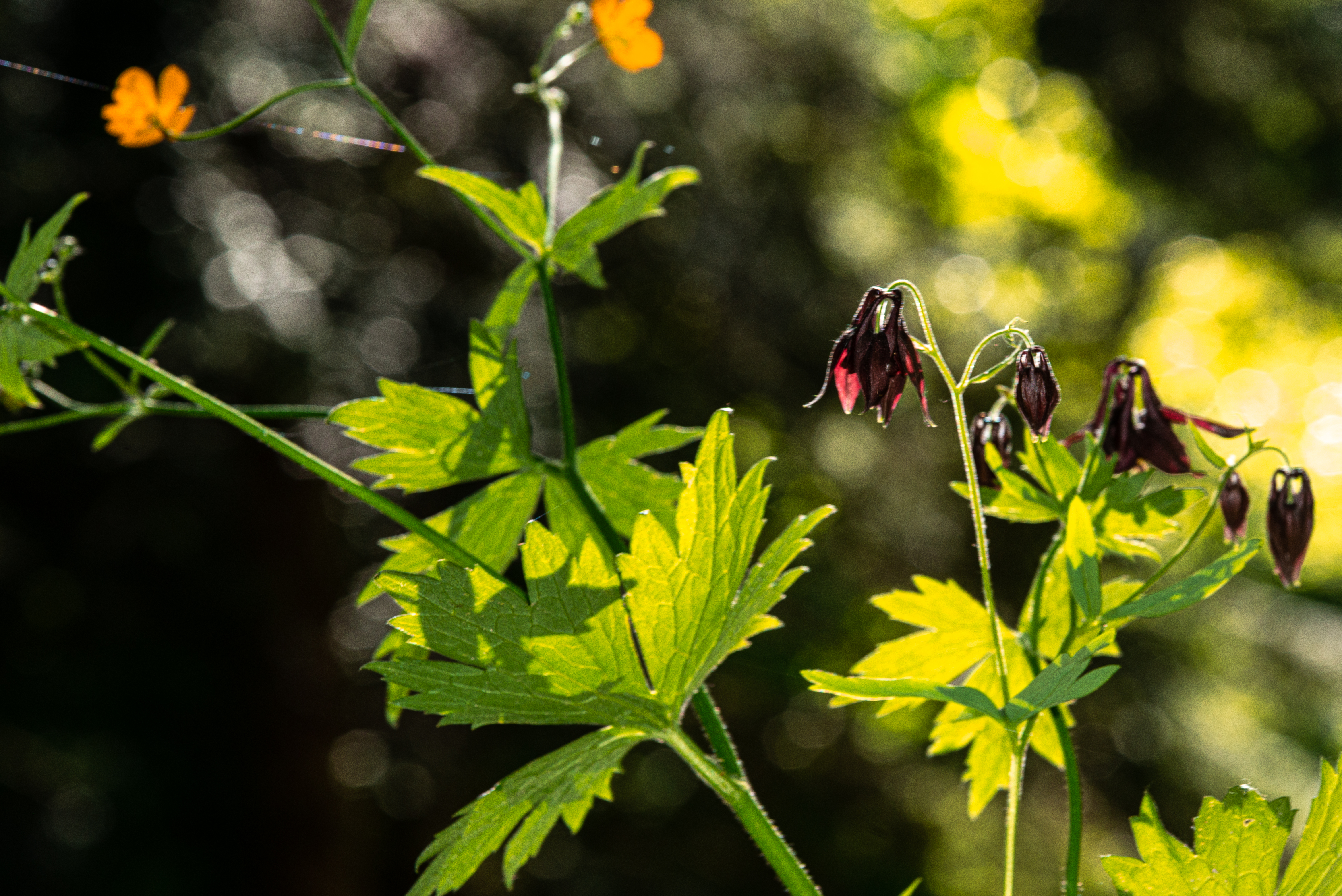
Aquilegia atrata

La flora del parco è composta prevalentemente da conifere di vario tipo, tra cui larice, il pino mugo e il pino cembro. A fondovalle sugli argini del torrente crescono rigogliosi i salici.
Vi sono poi altre piante e fiori montani quali: rododendro, assenzio, stella alpina, mirtillo, Calta palustre, genziana maggiore, astro alpino, timo di montagna o serpillo.